# در جنگ (فیلم ۲۰۱۸)
در جنگ (به فرانسوی: En Guerre) نام یک فیلم درام فرانسوی به کارگردانی استفان بریزه محصول ۲۰۱۸ است. این فیلم برای رقابت در کسب نخل طلا هفتاد و یکمین جشنواره فیلم کن انتخاب شد.

## داستان
دو سال پیش یک شرکت صنعتی آلمانی اعلام کرد اگر کارگرانش قبول کنند حقوقشان کمتر شود و شرکت از ورشکستگی نجات پیدا کند، آنها تضمین می‌کنند که این کارگران حداقل تا پنج سال آینده سر کار خودشان باقی می‌مانند. امروز اما شرکت اعلام کرده به زودی تعطیل می‌شود و کارگران به دنبال حفظ شغلشان هستند.